# Đội trẻ và Học viện Wolverhampton Wanderers F.C.
Đội U21 Wolverhampton Wanderers (hay còn gọi là đội học viện) là một đội bóng thi đấu tại giải Premier League 2, Division 1 nằm trong hệ thống của Professional Development League. Học viện của Wolves hiện tại cũng đang được công nhận là Học viện Loại 1. Ở mùa giải 2022-23, giải đấu trẻ sẽ thay đổi nhóm tuổi từ U23 sang U21, và để các đội dần thích nghi thì mỗi trận sẽ có 5 cầu thủ quá 21 tuổi được thi đấu.
Đội bóng hiện đang được quản lý bởi Jamie Collins và các trận đấu sân nhà sẽ được chơi trên sân Aggborough của đội Kidderminster Harriers, nhưng thi thoảng đội vẫn sẽ chơi trên sân vận động Molineux. Những cái tên nổi bật nhất của đội học viện đã được đôn lên đội một trong vài năm trở lại đây có thể kể đến như Morgan Gibbs-White, Max Kilman hay mới nhất là Luke Cundle và Chem Campbell.

## Đội U21
Ghi chú: Quốc kỳ chỉ đội tuyển quốc gia được xác định rõ trong điều lệ tư cách FIFA. Các cầu thủ có thể giữ hơn một quốc tịch ngoài FIFA.
| Số | VT | Quốc gia    | Cầu thủ             |
| -- | -- | ----------- | ------------------- |
| 55 | TM | Anh         | Jackson Smith       |
| 62 | TM | Đan Mạch    | Andreas Söndergaard |
| 44 | HV | Anh         | Michael Agboola     |
| 85 | HV | Singapore   | Harry Birtwistle    |
| 64 | HV | Tây Ban Nha | Hugo Bueno          |
| 67 | HV | Hà Lan      | Justin Hubner       |
| 92 | HV | Anh         | Kamran Kandola      |
| 83 | HV | Anh         | Aaron Keto-Diyawa   |
| 81 | HV | Jamaica     | Dexter Lembikisa    |
| 41 | HV | Wales       | Luke Matheson       |
| 61 | HV | Anh         | Ollie Tipton        |
| 58 | HV | Bắc Ireland | Jack Scott          |

| Số | VT | Quốc gia         | Cầu thủ          |
| -- | -- | ---------------- | ---------------- |
| 66 | TV | Anh              | Harvey Griffiths |
| 79 | TV | Anh              | Owen Hesketh     |
| 59 | TV | Cộng hòa Ireland | Joe Hodge        |
| 66 | TV | Anh              | Harvey Griffiths |
| 78 | TV | Anh              | Jack Hodnett     |
| 89 | TV | Úc               | Dylan Scicluna   |
| 66 | TV | Anh              | Harvey Griffiths |
| 77 | TĐ | Wales            | Chem Campbell    |
| 63 | TĐ | Cộng hòa Ireland | Nathan Fraser    |
| 65 | TĐ | Bắc Ireland      | Lee Harkin       |
| 71 | TĐ | Trung Quốc       | He Zhenyu        |
| 87 | TĐ | Jamaica          | Tyler Roberts    |

## Đội U18
Ghi chú: Quốc kỳ chỉ đội tuyển quốc gia được xác định rõ trong điều lệ tư cách FIFA. Các cầu thủ có thể giữ hơn một quốc tịch ngoài FIFA.
| Số | VT | Quốc gia         | Cầu thủ                |
| -- | -- | ---------------- | ---------------------- |
| —  | TM | Cộng hòa Ireland | James Storer           |
| —  | TM | Anh              | Stan Amos              |
| —  | HV | Anh              | Hayden Carson          |
| —  | HV | Anh              | Testimony Igbinoghene  |
| —  | HV | Anh              | Marvin Kaleta          |
| —  | HV | Anh              | Aaron Keto-Diyawa      |
| —  | HV | Anh              | Filozofe Mabete        |
| —  | TV | Anh              | Ty Barnett             |
| —  | TV | Anh              | Mo Diomande            |
| —  | TV | Anh              | Ackeme Francis-Burrell |
| —  | TV | Anh              | Mason Rees             |

| Số | VT | Quốc gia         | Cầu thủ         |
| -- | -- | ---------------- | --------------- |
| —  | TV | Ý                | Temple Ojinnaka |
| —  | TV | Anh              | Dom Plank       |
| —  | TĐ | Malta            | Lucas Scicluna  |
| —  | TĐ | Wales            | Finn Ashworth   |
| —  | TĐ | Anh              | Leon Chiwome    |
| —  | TĐ | Wales            | Josh Esen       |
| —  | TĐ | Anh              | Owen Farmer     |
| —  | TĐ | Cộng hòa Ireland | Nathan Fraser   |
| —  | TĐ | Anh              | Ethan McLeod    |
| —  | TĐ | Anh              | Fabian Reynolds |

## Cúp Michael Bristow / Cầu thủ học viện xuất sắc nhất năm
| Năm  | Cầu thủ           |
| ---- | ----------------- |
| 2009 | John Dunleavy     |
| 2010 | Jamie Reckord     |
| 2011 | Johnny Gorman     |
| 2012 | Sam Whittall      |
| 2013 | Dominic Iorfa     |
| 2014 | Ibrahim Keita     |
| 2015 | Regan Upton       |
| 2016 | Ryan Leak         |
| 2017 | Cameron John      |
| 2018 | Ryan Giles        |
| 2019 | Taylor Perry      |
| 2020 | Christian Marques |
| 2021 | Jack Hodnett      |